# Boechera grahamii
Boechera grahamii är en korsblommig växtart som först beskrevs av Lehmann, och fick sitt nu gällande namn av Windham och Al-shehbaz. Boechera grahamii ingår i släktet indiantravar, och familjen korsblommiga växter. Inga underarter finns listade i Catalogue of Life.